# Forlev
Forlev – miasto w Danii, w regionie Zelandia, w gminie Slagelse.